# Roger Flores
Roger Galera Flores (Rio de Janeiro, 17 de agosto de 1978) é um ex-futebolista brasileiro que atuava como meio-campista.
Atualmente, é comentarista esportivo nos canais de televisão por assinatura SporTV e Premiere e também nas transmissões do futebol nacional e regional da TV Globo RJ. Ainda apresenta o programa "Boleiragem", multiplataforma no SporTV, ge e Esporte Espetacular.

## Carreira

### Clubes
Roger iniciou sua carreira profissional no Fluminense em 1996, quando tinha somente 17 anos de idade. Dois anos mais tarde, foi destaque na conquista da Copa Rio, tendo feito 2 gols na decisão.
No ano de 1997, Roger Flores atuou pelo Sport Clube Aymorés na cidade de Ubá, localizada na Zona da Mata de Minas Gerais, disputando o campeonato regional amador.
Em 1999, se destacou na equipe tricolor que conquistou o título do Campeonato Brasileiro Série C. Ele, inclusive, fez os gols do título, na vitória do Flu sobre o Náutico, por 2 a 1. Na época, o craque tricolor chegou a receber de Carlos Alberto Parreira, consagrado técnico da Seleção Brasileira de 1994, o apelido de Maradoninha..
Em 2000, Roger continuou se destacando pelo Fluminense, virando ídolo da torcida tricolor. Ainda foi convocado para a seleção brasileira para os Jogos Olímpicos de 2000 e foi eleito para a seleção do brasileiro na Bola de Prata de 2001. No mesmo ano, foi comprado pelo clube do Sport Lisboa e Benfica, de Portugal - sendo a maior transação para os 2 clubes, até então - onde jogou por 2 anos e meio, no total. A grave lesão no púbis, a cirurgia e o longo período de recuperação o afastaram dos gramados por alguns meses.
Em 2005, Roger acertou sua ida para o Corinthians, na formação do "Grande Time" para a temporada. Nas oitavas-de-final da Copa do Brasil de 2005, Figueirense eliminou o Corinthians e Roger desperdiçou uma cobrança na decisão de pênaltis. Em 2014, Roger teria revelado que errou o pênalti de propósito para derrubar o treinador Daniel Passarella, segundo o jornalista Juca Kfouri. O jogador sempre negou a informação..
Já com Antônio Lopes como treinador, Roger conquistou o Campeonato Brasileiro ao lado de  Carlitos Tévez, Carlos Alberto e Nilmar. Roger foi eleito o melhor meia no Prêmio Craque do Brasileirão. No final da temporada, Roger quebrou a perna na partida contra o Vasco, desfalcando a equipe nas últimas rodadas. Sua recuperação durou, aproximadamente, 6 meses.
Em meados de 2007, Roger acabou acertando sua transferência para o Flamengo. O jogador, que já havia atuado pelo Flamengo nas divisões juvenis, assinou um contrato com o clube rubro-negro até o dia 31 de dezembro de 2007, quando o Flamengo então poderia contratá-lo definitivamente se pagasse a quantia de US$ 500 mil (cerca de R$ 950 mil). Entretanto, terminado o prazo de seu empréstimo, o Flamengo, alegando o alto salário do jogador (R$ 43 mil por partida), decidiu dispensá-lo do clube.
Com a saída do clube carioca, Roger foi para o Grêmio, por empréstimo, inicialmente até o final de 2008. No Grêmio, foi o destaque da equipe no Campeonato Gaúcho e eleito o melhor meia da competição. Ídolo da torcida e após cinco meses no clube gaúcho, recebeu uma proposta milionária do Qatar Sports Club. Em 13 de julho de 2008, Roger foi apresentado no Qatar S.C., onde jogou por 2 anos.
No dia 4 de fevereiro de 2010, Roger foi apresentado como reforço do Cruzeiro para a disputa da Copa Libertadores da América e do Brasileirão. Sua estreia pelo time mineiro foi no dia 20 de fevereiro, na vitória por 3 a 1 contra o Atlético Mineiro pelo Campeonato Mineiro, onde deixou a sua marca e caiu nas graças da torcida. O meia cobrou o escanteio para Leonardo Silva marcar o segundo gol do time e em seguida ele próprio marcou o terceiro, com um chute de fora da área.. Em 2011, foi Campeão Mineiro e eleito o "Craque da Galera" (melhor jogador da competição). No Campeonato Brasileiro, teve participação fundamental no placar histórico de 6x1 em cima do Atlético Mineiro - com 1 gol e 3 assistências - na luta contra o rebaixamento. Em 2012, acertou sua rescisão de contrato com a equipe celeste depois de 2 anos e meio no clube.
Roger Flores teve uma carreira de destaque no futebol brasileiro. Campeão Brasileiro pelo Corinthians, o jogador revelado pelo Fluminense tinha muita qualidade técnica, mas teve a sua história marcada por algumas lesões. Chamado de "Chinelinho" em Xerém, enfrentou críticas e desconfianças nos períodos de lesões..

### Seleção Brasileira
Jogos pela Seleção Olímpica
| #  | Data                   | Local         | Partida                  | Torneio                                      | Gols |
| -- | ---------------------- | ------------- | ------------------------ | -------------------------------------------- | ---- |
| 01 | 9 de agosto de 2000    | Ovalle        | Chile 3–5 Brasil         | Amistoso                                     | -    |
| 02 | 12 de agosto de 2000   | Florianópolis | Brasil 3–0 Chile         | Amistoso                                     | 1    |
| 03 | 14 de setembro de 2000 | Brisbane      | Brasil 3–1 Eslovênia     | Torneio Olímpico de Futebol - Fase de grupos | -    |
| 04 | 14 de setembro de 2000 | Brisbane      | Brasil 1–3 África do Sul | Torneio Olímpico de Futebol - Fase de grupos | -    |
| 05 | 20 de setembro de 2000 | Brisbane      | Brasil 1–0 Japão         | Torneio Olímpico de Futebol - Fase de grupos | -    |
| 06 | 23 de setembro de 2000 | Sydney        | Brasil 1–2 Camarões      | Torneio Olímpico de Futebol - 4as-de-finais  | -    |

Jogos Pela Seleção Principal
| #  | Data                 | Local          | Partida          | Torneio  | Gols | Obs.        |
| -- | -------------------- | -------------- | ---------------- | -------- | ---- | ----------- |
| 01 | 18 de agosto de 2004 | Porto Príncipe | Haiti 0–6 Brasil | Amistoso | 2    | Jogo da paz |

Roger cogitou jogar a Copa do Mundo de 2010 pela seleção de Trinidad e Tobago, possuindo passaporte e cidadania, uma vez que sua mãe nasceu naquele país, porém não conseguiu naturalizar-se a tempo para participar do torneio e também já havia jogado pela seleção brasileira.

### Como comentarista e apresentador
Roger Flores, depois que encerrou sua carreira no Cruzeiro, virou comentarista do SporTV, fazendo pontas também na Rede Globo e Premiere FC. Foi cotado para ser comentarista na Globo nos jogos do mundial de 2014.
Desde o dia 28 de janeiro de 2017, o ex-jogador tornou-se apresentador do Troca de Passes exibido nas noites de terça-feira a domingo pelo SporTV. O programa não é exibido na noite de segunda-feira pois neste dia é exibido o Boleiragem, programa apresentado por ele e por Caio Ribeiro.
Em maio de 2018, com a saída de Juninho Pernambucano, assumiu como comentarista nacional na TV Globo nas transmissões do futebol. Roger entrou para a história da emissora como o primeiro ex-jogador a se tornar apresentador de programa dos canais Globo.
Em 27 de janeiro de 2019, Roger iniciou um novo ciclo na sua carreira como apresentador ao estrear o "Boleiragem", o novo programa de esportes no Grupo Globo, multiplataforma no SporTV, GloboEsporte.com e Esporte Espetacular.

## Vida pessoal
Filho mais velho de Aluísio Flores (falecido em 2017) e Geuse Galera (nascida em Trinidad e Tobago), Roger Flores vem de uma família de esportistas. Sua meia-irmã, a caçula da família Tammy Galera Takagi (filha da união de Geuse Galera com Tommy Takagi), disputou os Jogos Olímpicos de Verão de 2016, no Rio de Janeiro, pelos saltos ornamentais. Também irmã do ex-jogador, Úrsula Flores foi ginasta.
Em 2009, Roger casou-se com a atriz Deborah Secco, namorada com quem morava há cerca de dois anos. A cerimônia foi realizada no Castelo do Barão de Itaipava, na localidade de Itaipava, distrito da cidade de Petrópolis, na Região Serrana do estado do Rio de Janeiro. De acordo com a coluna Gente Boa do jornal O Globo, o aluguel do castelo, para a festa, custou ao casal R$ 35 mil. Em 2010, eles se separaram após alguns boatos de traição por parte de Roger, mas o casal reatou meses depois. Todavia, em abril de 2013, o casal se separou  amigavelmente, por motivos não revelados.
Em 28 de setembro 2019, Roger Flores e Betina Korbes Schmidt oficializaram a união em uma cerimônia intimista na praia de Icaraizinho de Amontada, no Ceará. Juntos têm um filho, Tom, que em 2024 tinha 2 anos. Roger também é pai de Lara, que em 2018 tinha 20 anos, de um relacionamento anterior.

## Títulos
Fluminense
- Campeonato Brasileiro - Série C: 1999
- Campeonato Carioca: 2002
- Copa Rio: 1998

Benfica
- Taça de Portugal: 2003-04

Corinthians
- Campeonato Brasileiro: 2005

Qatar SC
- Copa do Príncipe Herdeiro: 2009

Cruzeiro
- Campeonato Mineiro: 2011

## Prêmios individuais
- Bola de Prata (Placar): 2001
- Melhor Meia-esquerda do Campeonato Brasileiro de 2005 (Prêmio Craque do Brasileirão)
- Meia da Seleção do Campeonato Gaúcho de 2008
- Ídolo da Galera (Troféu Globo Minas 2011)